# Fuzhou Airlines
Fuzhou Airlines es una aerolínea china, con sede en el Aeropuerto Internacional de Fuzhou-Changle, Fuzhou, provincia de Fujian. Es una subsidiaria de Hainan Airlines.

## Historia
La aerolínea se formó como una subsidiaria de empresa conjunta de HNA Group y el gobierno municipal de Fuzhou. Como parte de su operación inicial, el personal de Fuzhou Airlines (los pilotos, el personal de mantenimiento y la tripulación de cabina) fue proporcionado por su empresa matriz Hainan Airlines.
El 17 de octubre de 2014, la aerolínea obtuvo su Certificado de Operador Aéreo de la Administración de Aviación Civil de China (CAAC). El certificado era necesario para permitir el lanzamiento a finales de ese mes. Las operaciones comenzaron el 30 de octubre de 2014 con un vuelo inaugural entre la ruta Fuzhou-Beijing.

## Propiedad
Hacia octubre de 2014, Fuzhou Airlines tiene un capital registrado de CNY 2 mil millones ($33 millones). El mayor accionista es el HNA Group (CNY1.2 billion, 60% stake), con las acciones restantes repartidas entre Investment Holdings Co. (propiedad del gobierno de Fuzhou) con un 20 % de las acciones; además de Century Golden Resources Group y Ningbo Ruitong Network Technology Co. con un 10 % cada uno.

## Destinos
Antes del lanzamiento de los servicios, la aerolínea declaró que había sido aprobada para volar inicialmente a siete destinos nacionales desde Fuzhou: Chongqing, Kunming, Haikou, Hefei, Taiyuan, Tianjin y Xi'an. Todas estas rutas, junto con otra que sirve hacia Shanghái-Pudong, se iniciaron el 30 de octubre de 2014, cuando se iniciaron las operaciones formales. La aerolínea planea expandirse en el futuro para atender más de una docena de rutas nacionales.

## Flota

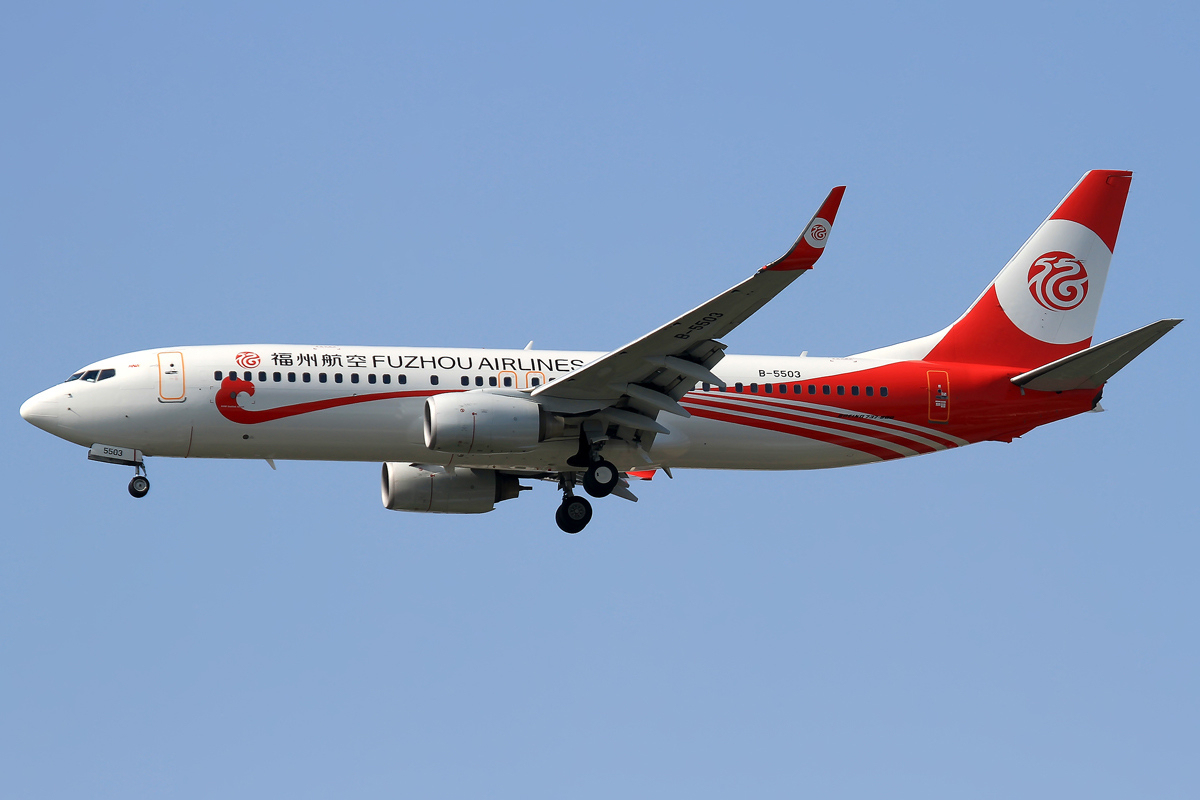
Boeing 737-800 de Fuzhou Airlines en el Aeropuerto Internacional de Shanghái-Pudong.

Hacia agosto de 2024, Fuzhou Airlines operaba las siguientes aeronaves, con una edad media de 9,9 años:
| Aeronave         | En servicio | Pedidos | Pasajeros   | Pasajeros   | Pasajeros   | Notas |
| Aeronave         | En servicio | Pedidos | C           | Y           | Total       | Notas |
| ---------------- | ----------- | ------- | ----------- | ----------- | ----------- | ----- |
| Boeing 737-800   | 14          | —       | 8           | 156         | 164         |       |
| Boeing 737 MAX 8 | 2           | —       | Desconocido | Desconocido | Desconocido |       |
| Total            | 16          | —       |             |             |             |       |

La compañía recibió su primer avión, un Boeing 737-800 de Hainan Airlines que fue repintado en rojo y blanco, a principios de octubre de 2014. Fuzhou Airlines inició operaciones con una flota de dos de estos aviones utilizando una distribución de asientos capaz de acomodar a 8 pasajeros en clase Business y 156 en clase Turista. Hay planes para ampliar el número de aviones de la flota a 40 para 2020.